# Memorial Cimurri
El Memorial Cimurri, también llamado Memorial Cimurri-Gran Premio Bioera, fue una carrera ciclista profesional de una sola etapa que se disputaba anualmente en Italia, en el mes de octubre.
Se disputó desde la creación de los Circuitos Continentales UCI en 2005 integrada dentró el UCI Europe Tour en la categoría 1.1. Su última edición fue en el 2009.
Unía las ciudades de Cavriago y Reggio Emilia, en la región de Emilia-Romaña con un recorrido de algo menos de 200 kilómetros.
Ningún ciclista se impuso en más de una ocasión.

## Palmarés
| Año  | Ganador              | Segundo           | Tercero             |
| ---- | -------------------- | ----------------- | ------------------- |
| 2005 | Murilo Fischer       | Paride Grillo     | Manuele Mori        |
| 2006 | Enrico Gasparotto    | Matteo Carrara    | Alexander Jatuntsev |
| 2007 | Leonardo Bertagnolli | Luca Mazzanti     | Manuele Mori        |
| 2008 | Mijailo Jalilov      | Giovanni Visconti | Danilo Di Luca      |
| 2009 | Filippo Pozzato      | Luca Paolini      | Daniele Colli       |

## Palmarés por países
| País    | Victorias |
| ------- | --------- |
| Italia  | 3         |
| Ucrania | 1         |
| Brasil  | 1         |